# Ardon (Loiret)
Ardon település Franciaországban, Loiret megyében. Lakosainak száma 1201 fő (2022. január 1.). Ardon La Ferté-Saint-Aubin, Jouy-le-Potier, Mézières-lez-Cléry, Olivet, Orléans és Saint-Cyr-en-Val községekkel határos.

## Népesség
A település népességének változása:
| Lakosok száma | 348  | 700  | 731  | 1113 | 1099 | 1137 | 1117 | 1092 | 1128 | 1201 |
|               | 1968 | 1982 | 1990 | 2006 | 2013 | 2015 | 2017 | 2019 | 2020 | 2022 |